# شناخت محاسباتی

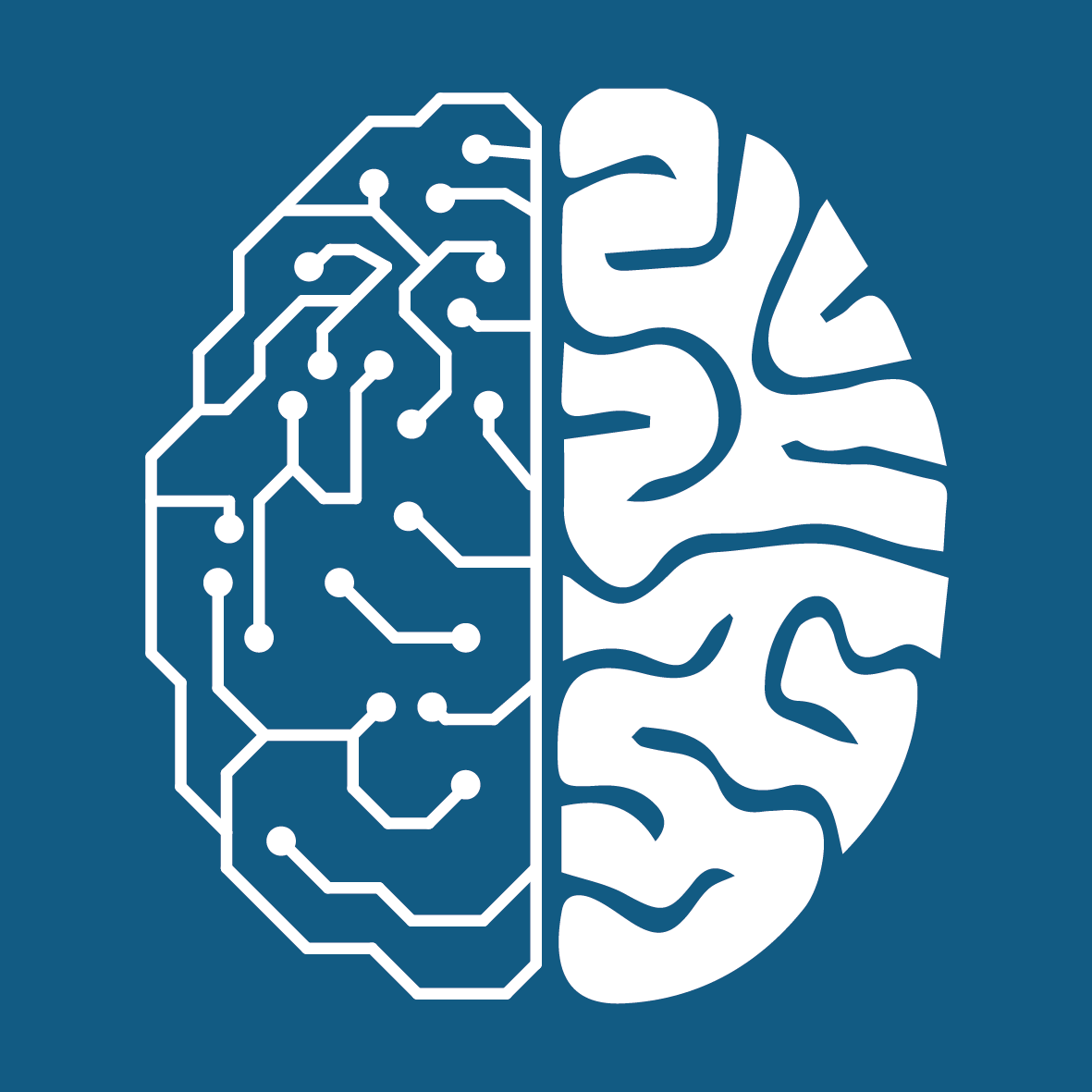
قوه شناخت در یک کامپیوتر می‌تواند با مغز انسان برابری کند؟

مطالعهٔ شناخت محاسباتی یا به زبانی شناخت کامپیوتری برای ما از دو جهت دارای ارزش است.
یکی آنکه در راستای همین مطالعات، چگونگی کارکرد شناخت در خودمان، مثلاً عملکرد ذهن یا  مغزمان را بهتر بفهمیم.
به مطالعه مبانی کامپیوتری یادگیری، درک و شهود و استنتاج منطقی به کمک مدلسازی درون‌رایانه‌ای، مدل سازی ریاضی و برخی آزمایش‌های رفتاری علوم شناخت محاسباتی می‌گویند. همان‌طور که در روانشناسی گفته می‌شود هدف غایی این سری مطالعات علمی، فهم چگونگی پردازش اطلاعات توسط مغز انسان است؛ که در این راه از مدلسازی‌هایی استفاده می‌کنیم.
دیگر کاربرد این مطالعات، خلق شناخت کافی برای به کارگیری موجوداتی برای رفع نیازهایمان است. مثلاً برده‌های روباتی ای خلق کنیم که ما را در رفع نیازهایمان یاری کنند؛ که این رویکرد شاید کمی مهندسی‌تر و کاربردی‌تر باشد. شاید تا آن زمان لازم شود به تفاوت میان شناخت خودمان و شناخت مصنوعی آن‌ها هم فکر شود.

## شناخت
مقالهٔ اصلی: شناخت
ابتدا باید تعریفی از مفهوم شناخت ارائه دهیم. کامپیوتر ما باید چه عملکردهایی از خود نشان دهد تا ما آن را دارای قوه شناخت قلمداد کنیم؟ پاسخ را بهتر است از روانشناسان و محققان حوزه علوم شناختی جویا شد.
در روانشناسی منظور از شناخت، عملکردهای روان‌شناختی فرد و بازخوردهای او به شرایط محیطی است.
شناخت به توصیف، اکتساب، ذخیره‌سازی و به خاطرسپاری، تبدیل و تحلیل دانش می‌پردازد. عوامل مختلفی همچون ادراک، حافظه، زبان، استدلال، و تصمیم‌گیری از جمله فرایندهای ذهنی هستند که شناخت را تعریف می‌کنند.
این علم میان‌رشته‌ای زمینه‌های علمی وسیع و گوناگونی همچون فلسفه، روان‌شناسی، هوش مصنوعی، علوم اعصاب، زبان‌شناسی، و مردم‌شناسی را به هم پیوند زده، به مطالعهٔ ذهن و هوش می‌پردازد.

## ذهن و مغز
یک دیدگاه در مورد ذهن و مغز دوگانه‌نگری ای است که رنه دکارت به آن معتقد بود. یا مثلاً در تعالیم دینی اعتقاد بر این است که روح دربردارنده ذهن است و مغز یا دل نوعی مجرای ارتباط روح با بدن است.
البته برای بسیاری از دانشمندان حوزه علوم اعصاب هنوز این سؤال مطرح است که آیا تفاوتی میان ذهنیت و مجموعه فعالیت‌های تعداد زیادی سلول عصبی در مغز وجود دارد یا خیر.
بعضی نیز تعریف ذهن و مغز را اینگونه ارائه می‌دهند که مغز در واقع سخت‌افزاری است برای پیاده‌سازی آنچه نرم‌افزار ذهن می‌خواهد به کار برد.
چیزی که در مورد این رابطه روشن است این است که مغز به صورت موضعی و تابعی کار می‌کند و تقریباً می‌توان گفت بخش‌های مختلف مغز رفتارهای متفاوتی را منجر می‌شوند.

## هوش مصنوعی
مقالهٔ اصلی: هوش مصنوعی
سیستمی هوشمند خوانده می‌شود که واکنش‌هایی مشابه رفتارهای هوشمند انسانی از خود بروز می‌دهد یا لااقل در گذشته‌ای نه چندان دور اینگونه تصور می‌شد. در دهه‌های اخیر هربرت الکساندر سیمون نشان داد که آنچه مغز انسان انجام می‌دهد لزوماً بهینه نیست و سمت و سوی هوش مصنوعی از مغز انسانی برآمده از چند میلیارد سال تکامل به بهینه‌سازی منطقی تغییر یافت. به Satisficing نیز نگاهی بیندازید.
سامانه دارای شناخت باید از درک شرایط پیچیده، شبیه‌سازی فرایندهای تفکری و شیوه‌های استدلالی انسانی و پاسخ موفق به آنها، یادگیری و توانایی کسب دانش و استدلال برای حل مسایل برخوردار باشد. شاید مهم‌ترین این ویژگی‌ها همان یادگیری باشد که در بخش بعدی به آن اشاره شده.

## یادگیری ماشین
مقالهٔ اصلی: یادگیری ماشین
یادگیری یعنی تغییر نسبتاً پایدار در احساس، تفکر و رفتار فرد که بر اساس تجربه ایجاد شده باشد. در سیستم‌های عصبی که از نورون و سیناپسهای بینشان تشکیل شده است یادگیری تعریف دقیقتری دارد. هر عملی که موجب شود وزن این سیناپس‌ها تغییر کند یک فرایند یادگیری بوده. حالا نورون‌ها را رئوس گراف در نظر بگیرید و سیناپس‌ها را یال‌های بین آن‌ها و حالا یادگیری تغییر وزن این یال‌ها است. با این مدلسازی مسائل بسیار مهمی از علوم اعصاب به مسائلی از نظریه گراف مثل مسئله فروشنده دوره‌گرد مدل شده که البته اکثر این مسائل ان‌پی سخت اند.

### شبکه عصبی مصنوعی
شبکه‌های عصبی مصنوعی یک پیاده‌سازی ساختگی از شبکه عصبی نورونی موجودات زنده است که برآمده از میلیاردها سال تکامل است به این امید که با تغییر در ویژگی‌های این شبکه مصنوعی بتوان به یک سامانه پیچیده مانند مغز نزدیک شد و به آگاهی رسید.
این موضوع در مطالعات مدل‌سازی شناختی انجام می‌پذیرد.

### سامانه پیچیده
می‌توان این شبکه عصبی مصنوعی را مانند یک سامانه پیچیده بررسی کرد که هر شیء در آن که نماینده یک سیناپس است به تنهایی نمایانگر ویژگی خاصی از این شبکه نیست. اما مجموع فعالیت تعداد زیادی از این اشیاء می‌تواند حالتی در این سامانه به وجود آورد. مثلاً بتوانیم برای این سامانه آگاهی یا شناخت تعریف کنیم.

## روبات

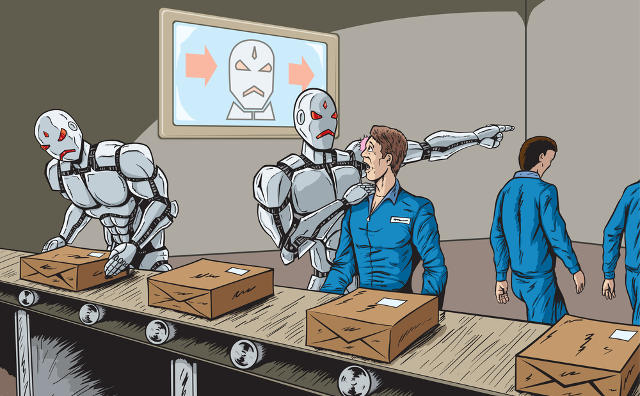
روبات‌ها جایگزینی عام برای انسان‌ها هستند؟

روبات یک نمونه پیاده‌سازی شده است که شناخت کامپیوتری در آن نمود پیدا می‌کند. خواه سامانه میکرو الکترومکانیکی یا یک نرم‌افزار هوشمند که با انسان ارتباط برقرار می‌کند یا برای جایگزینی او به هدف انجام وظایف گوناگون که گاهی انجام این وظایف برای انسان دشوار یا غیرممکن است.
یک ماشین می‌تواند برای عمل به دستورهای گوناگون برنامه‌ریزی گردد که البته در این صورت از شناخت کافی برخوردار است اما عموماً منظور ما از شناخت چیزی فراتر از این است.